# Анай-Муди
Анай-Муди, Ана́ймуди, Анамуди (там. ஆனைமுடி, малаял. ആനമുടി, буквально — Слоновья гора, Слоновий лоб) — гора в Индии, расположенная в Западных Гатах на территории штата Керала.
Высота над уровнем моря — 2695 м, это наивысшая точка Индии южнее Гималаев. Гора расположена на территории национального парка Эравикулам, являющемся кандидатом во Всемирное наследие ЮНЕСКО Склоны горы и окрестности — ареал крупнейшей популяции редкого нилгирийского тара (Nilgiritragus hylocrius). Ближайший город, Муннар, находится в 13 км от горы.
Первое восхождение на вершину Анай-Муди было зарегистрировано 4 мая 1862 года генералом Мадрасской Армии Дугласом Гамильтоном.
Геологически гора находится в месте соединения Кардамоновых гор, хребта Анаймалай и гор Палани.